# Joseph Burns
Joseph Burns, född 11 mars 1800 i Waynesboro i Virginia, död 12 maj 1875 i Coshocton i Ohio, var en amerikansk demokratisk politiker. Han var verksam som jordbrukare och tjänstgjorde som generalmajor i delstaten Ohios milis. Han representerade Ohios 15:e kongressdistrikt i USA:s representanthus 1857–1859. Han hade dessutom ett apotek och tjänstgjorde som domare som specialiserar sig i arvstvister (probate judge).